# Ліпе-Ґури (Великопольське воєводство)
Ліпе-Ґури (пол. Lipie Góry, нім. Liebguhren) — село в Польщі, у гміні Баб'як Кольського повіту Великопольського воєводства.
Населення — 56 осіб (2011).
У 1975-1998 роках село належало до Конінського воєводства.

## Демографія
Демографічна структура станом на 31 березня 2011 року:
|          | Загалом | Допрацездатний вік | Працездатний вік | Постпрацездатний вік |
| -------- | ------- | ------------------ | ---------------- | -------------------- |
| Чоловіки | 31      | 7                  | 19               | 5                    |
| Жінки    | 25      | 7                  | 12               | 6                    |
| Разом    | 56      | 14                 | 31               | 11                   |